# Kraljevstvo Northumbrija
Kraljevstvo Northumbrija (staroengleski: Norþanhymbra, Norþhymbre, Norþhymbra rīce, engleski: Northumbria) je bila kraljevstvo Angla, koje se nalazilo na području Sjeverne Engleske i jugoistoku Škotske.  Prostirala se područjem Lodainna i Na Crìochana. Samo ime odražava približnu južnu granicu ovog kraljevstva, estuarno ušće rijeke Humbera. Glavni joj je grad bio Bamburgh (Bebbanburg) i poslije York (Eoferwic).
Jedna je od država tradicijske Heptarhije, u koju je Henrik Huntingtonski u svojim tekstovima iz 12. stoljeća ubrojio i Merciju, Istočnu Angliju, Essex, Kent, Sussex i Wessex. 
Sama Northumbrija je unutar sebe imala dva kraljevstva odnosno potkraljevstva Bernicija i Deira.

## Ime
Ime Northumbria dolazi od anglosaskog Norðhymbre (množina) = "narod sjeverno od Humbera".

## Povijest
Osnovao ga je Aethelfrith Northumbrijski, bernicijski kralj, koji je ujedinio anglska kraljevstva Berniciju i Deiru 653. godine.
Kraljevstvo je postalo poznato po svojoj ulozi u širenju rimskog kršćanstva po otoku i po tom što je uspostavilo kulturno središte europske važnosti zajedno s jorškim nadbiskupom.
U svojem najvećem opsegu prostirala se prema jugu najmanje do predjela južno od rijeke Humbera, do rijeke Merseya te do firtha rijeke Fortha (Firth of Fortha). To je otprilike od Sheffielda do Runcorna i Edinburgha, a postoje neke naznake da se kraljevstvo prostiralo na većoj površini (vidi zemljovid).
Kasnija (i manja)( grofovija je došla kad je južni dio Northumbrije, bivša Deira, pao pod krajeve pod danskom vlašću. Sjeverni dio, bivša Bernicija, prvotno je zadržao svoj status kraljevstva, no kad je podređeno danskom kraljevstvu, nadležnosti su mu smanjene na razinu jedne grofovije (earldoma). Taj je status zadržao kad se je Engleska ponovno ujedinila kad je Wessex vodio ponovno vraćanje područja koja su držali Danci. Grofoviji su granice bile rijeka Tees na jugu te rijeka Tweed na sjeveru (uvelike slično suvremenoj upravnoj jedinici Sjeveroistočnoj Engleskoj).
Kad se se ujedinila anglosaska kraljevina Engleske, Northumbrija je postala grofovijom ("earlovijom"). Godina za koju se uzima da je prestalo postojati ovo kraljevstvo je 954. godina.

## Vanjske poveznice
- (engleski) Lowlands-L, An e-mail discussion list for those who share an interest in the languages & cultures of the Lowlands
- (engleski) [neaktivna poveznica]
- (engleski) Northumbrian Association  Arhivirana inačica izvorne stranice od 4. listopada 2011. (Wayback Machine)
- (engleski) Northumbrian Language Society
- (engleski) Northumbrian Small Pipes Encyclopedia
- (engleski) Northumbrian Traditional Music
- (engleski) Visit Northumberland – The Official Visitor Site for Northumberland
- A literary & historical atlas of Europe Heptarhija prema Bartholomewovom povijesnom atlasu europskog kontinenta iz 1914. godine